# Adolfo Pérez Esquivel
Adolfo Pérez Esquivel (født 26. november 1931 i Buenos Aires) er en argentinsk menneskerettighedsforkæmper.
Han var professor i arkitektur helt til han i 1974 viede al sin tid til at bekæmpe fattigdom og kæmpe for menneskerettigheder. I 1980 blev han tildelt Nobels fredspris.